# Hípate
Hípate o Hipate (Ὑπάτη, Hypate, «suprema» o «la más alta») es una diosa menor en la mitología griega, una de las tres musas adoradas en Delfos junto con sus hermanas Mese y Nete. Cada una de ellas personificaba una de las cuerdas de la lira, el instrumento predilecto de Apolo, con Hípate personificando la cuerda más alta (y la nota asociada) según  la escala musical tónica. Estas tres musas eran interpretadas como las mismas que las Musas Apolónides, o "hijas de Apolo", llamadas Cefiso, Apolonis y Boristenis (siendo este último nombre el que correspondería a Hípate).
En sus Quaestiones Convivales, Plutarco amplió las atribuciones de estas tres musas menores, dándoles como dominio las tres secciones en las que se dividía el cosmos, de forma similar a las cuerdas de la propia lira: de este modo, Nete se encargaba de la parte más baja, que abarcaba todo lo que estaba bajo la luna; Mese se ocupaba de la parte del medio, la de los planetas; y finalmente, Hípate trataba con la parte más alta, la de las estrellas fijas. En cualquier caso, en la misma obra Plutarco seguía reconociendo a Urania como la principal musa celeste.